# 임효성
임효성(林孝誠, 1981년 7월 31일 ~ )은 대한민국의 전 농구 선수이다. 충청북도 충주시에서 태어났다.

## 학력
- 충주중학교
- 충주고등학교
- 성균관대학교 학사

## 가족
대한민국의 3인조 걸 그룹 S.E.S. 출신 유수영과 2년 열애 끝에 2010년 4월 11일 결혼식을 올렸다.
2개월만인 6월 23일 장남 임유가 태어났다. '임'효성과 슈의 본명인 '유'수영의 성을 따서 이름을 지었다.
2013년 7월 2일 일란성 쌍둥이 딸 장녀 임라희, 차녀 임라율을 출산하였다.
2015년 SBS 《오! 마이 베이비》에 가족들이 함께 출연해 두 딸들이 '라둥이'라는 애칭으로 불린다.

## 소속팀
- 2004년 ~ 2005년 서울 SK 나이츠
- 2006년 ~ 2007년 창원 LG 세이커스
- 2009년 ~ 2013년 인천 전자랜드 엘리펀츠

## 방송 활동
- 2014년 KBS2 《슈퍼맨이 돌아왔다》- 게스트 출연
- 2015년 SBS 《오! 마이 베이비》- 고정 출연